# 黑天使 ELEKTRA
是一部加拿大與美國合拍的2005年超級英雄電影，由羅柏·鮑曼執導。這個故事是來自於漫威漫畫角色「幻影殺手」。

## 劇情簡介
原本在前集中被靶眼殺害的伊蕾莎被西藏武術大師棍叟以內功復活，並跟著他拜師習武，然而由於長期承受著童年不快回憶及殺父之仇的折磨，儘管已是棍叟的得意門生，卻因內心充滿仇恨而被逐出師門。輾轉間，她成為了殺手集團「魔掌派」內最出色的女殺手。多年來為組織殺人的生活卻讓她陷入痛苦邊緣。在接獲新一項殺人任務的同時，她結識了一個為她帶來生活動力的活潑少女艾比。可是這次她的目標正是艾比和她的父親，伊蕾莎為了保護這對弱小父女而與組織為敵，一場生死對決﹑正邪角力即將展開。

## 角色
| 演員名稱          | 角色名稱                          | 備註                                               |
| ----------------- | --------------------------------- | -------------------------------------------------- |
| 珍妮佛·嘉納       | 伊蕾莎·納崔斯（Elektra Natchios） | 精通武術及格鬥，復活前為夜魔俠的女友。             |
| 果倫·維奇         | 馬克·米勒 Mark Miller             | 為艾比·米勒的父親。                                |
| 柯斯坦·布朗特     | 艾比·米勒 Abby Miller             |                                                    |
| 田川洋行          | 「魔掌派」總舵                    | 為殺手集團「魔掌派」的總舵及鬼蟀的父親。           |
| 李威尹            | 鬼蟀                              | 為殺手集團「魔掌派」的殺手及「魔掌派」總舵的兒子。 |
| 泰倫斯·史坦普     | 棍叟                              | 為伊蕾莎及艾比·米勒的師父。                        |
| 娜塔莎·邁爾茲     | 毒后                              | 為鬼蟀的手下。                                     |
| 鮑伯·薩普         | 石頭                              | 為鬼蟀的手下。                                     |
| Chris Ackerman    | 天狗                              | 為鬼蟀的手下。                                     |
| Edison T. Ribeiro | 金甲                              | 為鬼蟀的手下。                                     |
| 柯林·庫寧漢姆     | 麥基                              | 為黑天使的工作聯絡人。                             |

## 評價
爛番茄根據166條評論，本片獲得11%的新鮮度，平均得分3.8／10，觀眾投票獲得29%的分數，平均得分為2.5／5。在Metacritic上，電影獲得34分。本片獲得的評價以負面居多。

## 外部連結
- 互联网电影数据库（IMDb）上《黑天使 ELEKTRA》的资料（英文）
- 爛番茄上《黑天使 ELEKTRA》的資料（英文）
- Metacritic上《黑天使 ELEKTRA》的資料（英文）
- Box Office Mojo上《黑天使 ELEKTRA》的資料（英文）
- AllMovie上《黑天使 ELEKTRA》的资料（英文）
- 開眼電影網上《黑天使 ELEKTRA》的資料（繁體中文）
- 时光网上《黑天使 ELEKTRA》的資料（简体中文）
- 豆瓣电影上《黑天使 ELEKTRA》的資料 （简体中文）